# Grænse
 For alternative betydninger, se Grænse (flertydig). (Se også artikler, som begynder med Grænse)
En grænse er en politisk fastlagt geografisk adskillelse mellem selvstændige stater – eller subnationale administrative enheder, eksempelvis regioner og kommuner.
Grænser kan medføre opretholdelsen af bufferzoner. Nogle grænser er helt eller delvist kontrolleret – og nogle kan kun legalt krydses på bestemte steder.
I ældre tid var mange grænser ikke klart definerede linjer, men var neutrale zoner kaldet grænseland. I moderne tider er grænselandskonceptet erstattet af klart definerede og markerede grænser.
I grænsekontrolsøjemed er lufthavne og havne også at regne som grænser. De fleste lande har en form for grænsekontrol for at hindre eller begrænse en strøm af mennesker, dyr, planter og varer ind og ud af en stat. Ved international lov har hvert land ret til at definere de betingelser, et menneske skal opfylde for at kunne krydse en grænse legalt.
For at krydse en grænse kræver en grænsemyndighed forevisning af f.eks. pas, visa og/eller andre identitetspapirer. For at blive eller arbejde i et fremmed land, kan specielle immigrationspapirer kræves af landets myndigheder.
Det at importere varer over en grænse kan forudsætte betaling af f.eks. told og skat, som typisk bliver opkrævet af toldere. Dyr (og nogle gange mennesker), som krydser en grænse, kan kræves at blive holdt i karantæne pga. eksotiske eller smitsomme sygdomme.